# Burgstall Lichtenburg (Stubenberg)
Der Burgstall Lichtenburg bezeichnet eine abgegangene spätmittelalterliche Höhenburg südöstlich von Lichtenburg, einem Gemeindeteil der niederbayerischen Gemeinde Stubenberg im Landkreis Rottal-Inn. Die Anlage wird als Bodendenkmal unter der Aktennummer D-2-7744-0022 als „Burgstall des hohen und späten Mittelalters“ geführt.

## Beschreibung
Der Burgstall Lichtenburg befindet sich ca. 2000 m südöstlich von Stubenberg und etwa 100 m südöstlich des Einödhofes Lichtenburg  auf einem steil geböschten Burgstallkegel. Dieser fällt nach Süden steil zum Inntal um 70 m ab. Die ganze Anlage hat die Ausmaße von 110 m in Südwest-Nordost-Richtung und 170 m in Nordwest-Südost-Richtung. Der Burgkegel ist um 15 m gegenüber der Umgebung erhöht. Nach Süden und Osten befindet sich am Fuß des Burgkegels ein schmaler terrassenförmiger Absatz mit einem nach außen leicht erhöhten Wall, wodurch der Eindruck eines Hanggrabens entsteht. Der Burgkegel besitzt ein rundliches Plateau von etwa 40 m Durchmesser mit mehreren Eingrabungslöchern. Als Aushub wurden Bruchsteine, durch Brand versinterte Dachziegel und mittelalterliche Gefäßscherben festgestellt. Von Norden führt eine schluchtartige Einkerbung auf das Plateau, vielleicht ein früherer Zugang zur Burg. 1887 wurde ein Teil der Anlage frei gegraben.